# Bow (New Hampshire)
Pour les articles homonymes, voir Bow.
 (août 2017).
Si vous disposez d'ouvrages ou d'articles de référence ou si vous connaissez des sites web de qualité traitant du thème abordé ici, merci de compléter l'article en donnant les références utiles à sa vérifiabilité et en les liant à la section « Notes et références ».
Bow est une ville de l’État du New Hampshire, aux États-Unis. En 2010, il y avait environ 7 519 habitants.

## Histoire
En 1727, les autorités du New Hampshire accordèrent la ville de Bow à Jonathan Wiggin et d'autres personnes. À l’origine, la ville faisait 9 milles carrés (14 km2) et comprenait quasiment tout le territoire accordé à Ebenezer Eastman et d'autres personnes par les autorités du Massachusetts deux ans auparavant, sous le nom de Pennacook (maintenant Concord). Le Massachusetts revendiquait une grande portion du territoire du New Hampshire depuis plusieurs années, jusqu’à l'établissement de la frontière en 1741. Cela accorda au New Hampshire plus de territoire qu’il n'avait jamais revendiqué.
Le nom de la ville vient de sa fondation sur le coude du fleuve Merrimack. Le premier recensement, effectué en 1790, rapporte la présence de 568 personnes.[réf. nécessaire]
En 1874, la Concord Railroad (la Compagnie ferroviaire de Concord) passait par la frontière Est de Bow. C'est maintenant la New England Southern Railroad (la Compagnie ferroviaire de la Nouvelle-Angleterre).

## Géographie
Selon le Bureau du recensement des États-Unis, la superficie de la ville est 28,4 milles carrés (73,6 km2), dont 28,0 milles carrés (72,6 km2) de terre et 0,39 milles carrés (1,0 km2) d'eau, comprenant 1,34 % de la ville. Le point culminant à Bow est Picked Hill (la colline Picked), à 915 pieds (270 m). Le bassin versant du fleuve Merrimack comprend complètement la ville de Bow.

## Démographie
Selon le recensement des États-Unis de 2000, il y avait 7 138 habitants, 2 304 ménages et 2 045 familles qui résident à Bow. La densité de population était de 254,3 habitants par mille carré (98,2/km2). Quant à la diversité raciale, 97,79 % de la population était blanche, 0,13 % noire, 0,10 % amérindienne, 1,04 % asiatique, 0,29 % d’autres races et 0,66 % métisse.

## Éducation
En 1997, Bow construisit son premier lycée, Bow High School (lycée de Bow), à côté de la mare Turee. Bow Middle School (le collège de Bow) et Bow Elementary School (l’école primaire de Bow) se trouvent sur Bow Center Road, à moins d’un mille du lycée.

## Personnalités liées à la ville
- Mary Baker Eddy (1821-1910), la fondatrice de l’Église de Christ, Scientifique, née à Bow.
- Sam Knox (1910-1981), un footballeur américain.
- John Ordway (c. 1775-c. 1817), un membre de l’expédition Lewis et Clark.
- Dick Swett (né 1957), un ancien représentant des États-Unis.